# Hyun Bin
Kim Tae-pyung (en hangul, 김태평; en hanja, 金泰坪; 25 de septiembre de 1982), conocido artísticamente como Hyun Bin (en hangul, 현빈; en hanja, 玄彬), es un actor y modelo surcoreano, conocido por su participación en Mi adorable Sam Soon, Recuerdos de la Alhambra y Crash Landing On You, entre otras series de televisión.

## Vida personal
Nació en Seúl, Corea del Sur. Realizó sus estudios superiores en la Universidad Chung-Ang, donde se graduó en el Departamento de Teatro y Cine en 2009, y después se matriculó para un máster. Ese mismo año donó cien millones de wones a su alma mater, solicitando que se usaran para la construcción de un pequeño teatro y becas.
En marzo de 2011 comenzó en Pohang su servicio militar de 21 meses en el cuerpo de infantería de marina, del que regresó el 6 de diciembre del 2012.
A principios de 2007 comenzó a salir con la actriz Hwang Ji-hyun, pero la relación finalizó el 1 de mayo de 2007.
En junio de 2009 comenzó a salir con la actriz Song Hye-kyo (cuando realizaban el drama "Worlds Within"), pero la relación finalizó a principios de 2011.
El 14 de diciembre de 2016 se anunció oficialmente que mantenía una relación desde dos semanas antes con la actriz Kang So-ra, sin embargo el 8 de diciembre de 2017 su agencia confirmó la ruptura luego de salir por más de un año.
El 31 de diciembre de 2020 su agencia confirmó que se encontraba en una relación con la actriz Son Ye-jin. En febrero de 2022 la pareja anunció que se habían comprometido y finalmente se casaron el 31 de marzo de 2022. El 27 de junio se hizo público que serían padres por primera vez. Su hijo nació el 27 de noviembre de 2022.

## Carrera
Hasta 2012 formó parte de la agencia AM Entertainment, pero cuando esta se fusionó con SM C&C en septiembre de ese año, rescindió su contrato junto con la actriz Shin Min-ah. En noviembre ambos entraron en la agencia O& Entertainment. Hyun Bin estableció su propia agencia el 28 de enero del 2016: VAST Entertainment, en asociación con su mentor, el CEO Kang Gun-taek. Hyun Bin está a cargo de la agencia y se centra en la búsqueda de potenciales alumnos.
En 2008 se unió al elenco de la serie Worlds Within donde trabajó con la actriz Song Hye-kyo. 
En televisión destacó principalmente logrando popularidad por su rol protagónico en el drama de comedia romántica Mi adorable Sam Soon (My Name is Kim Sam Soon), la cual protagonizó con la actriz Kim Sun-a.
En 2010 protagonizó el drama Jardín secreto (Secret Garden) con la actriz Ha Ji Won, donde interpretó personaje doble al actuar de Kim Joo-won, un hombre excéntrico y de Gil Ra-im cuando sus almas cambian de lugar.
En 2011 protagonizó junto a Im Soo-jung la película Come Rain, Come Shine, con el papel de un hombre al que deja su mujer, y pasa con ella la última tarde antes de su marcha.
En 2017 protagonizó la película de acción y suspenso Confidential Assignement, con el papel de un detective norcoreano que persigue en Corea del Sur a una red de traidores de su país. La película fue un éxito de público y la actuación de Hyun fue objeto de críticas positivas por sus escenas de acción y recursos cómicos. A continuación fue protagonista asimismo de la película de acción criminal The Swindlers, con el papel de Hwang Ji-sung, un fiscal que persigue al culpable de una gran estafa de dinero. También esta película fue un éxito de taquilla.
En 2018 protagonizó junto a Son Ye-jin la película The Negotiation, con el papel de un traficante de armas que negocia un rescate con la policía coreana, en lo que es su primera actuación como villano. Del mismo año es otro éxito de taquilla, la película de zombis Rampant. En ella es Lee Chung, un príncipe de la dinastía Joseon, talentoso espadachín pero también mujeriego y propenso a las apuestas. Por último, volvió a la televisión con la serie de suspenso y fantasía Recuerdos de la Alhambra, junto a Park Shin-hye, serie rodada en buena parte en España y que también obtuvo altos índices de audiencia.
El 14 de diciembre del 2019 se unió al elenco principal de la serie Aterrizaje de emergencia en tu corazón (también conocida como Crash Landing on You) donde dio vida a Ri Jeong-hyeok un oficial norcoreano, hasta el final de la serie el 16 de febrero del 2020.
En febrero del mismo año se anunció que se había unido al elenco principal de la película Bargaining.
En enero de 2021 se confirmó que se había unido al elenco principal de la película Confidential Assignment 2: International, donde volverá a dar vida al detective norcoreano Rim Chul-ryung. La película es la secuela de Confidential Assignment.

## Filmografía

### Series en televisión
| Año     | Título                                 | Papel                       | Canal   | Ref.          |
| ------- | -------------------------------------- | --------------------------- | ------- | ------------- |
| 2003    | Guardaespaldas                         | Acosador                    | KBS 2TV |               |
| 2004    | Nonstop 4                              | Hyun Bin                    | MBC     |               |
| 2004    | Ireland                                | Kang Kook                   | MBC     | [ 25 ]        |
| 2005    | Mi adorable Sam Soon                   | Hyun Jin-heon               | MBC     | [ 26 ]        |
| 2005    | Nonstop 5                              | cameo                       | MBC     | [ 27 ]        |
| 2006    | The Snow Queen                         | Han Tae Woong/Han Deuk Gu   | KBS 2TV | [ 28 ]        |
| 2008    | Worlds Within                          | Jung Ji-oh                  | KBS 2TV |               |
| 2009    | Friend, Our Legend                     | Han Dong-soo                | MBC     |               |
| 2010    | Jardín secreto                         | Kim Joo-won                 | SBS     | [ 29 ] [ 30 ] |
| 2015    | Hyde Jekyll, Me                        | Koo Seo-jin / Robin / Terry | SBS     | [ 31 ]        |
| 2018    | Memorias de la Alhambra                | Yoo Jin-woo                 | tvN     | [ 18 ]        |
| 2019-20 | Aterrizaje de emergencia en tu corazón | Lee Jung-hyuk               | tvN     | [ 32 ]        |

### Películas
| Año  | Título                                   | Papel          | Ref.          |
| ---- | ---------------------------------------- | -------------- | ------------- |
| 2004 | Spin Kick                                | Lee Min Gyu    |               |
| 2005 | Daddy Long Legs                          | Hyung Joon     |               |
| 2006 | A Millionaire's First Love               | Kang Jae Kyung |               |
| 2009 | I Am Happy                               | Jo Man Soo     |               |
| 2011 | Late Autumn                              | Hoon           |               |
| 2011 | Come Rain, Come Shine                    | Él             | [ 11 ]        |
| 2014 | The Fatal Encounter                      | King Jeongjo   | [ 33 ]        |
| 2017 | Confidential Assignment                  | Rim Chul-ryung | [ 12 ]        |
| 2017 | The Swindlers                            | Hwang Ji-sung  | [ 14 ] [ 34 ] |
| 2018 | Rampant                                  | Lee Chung      | [ 17 ]        |
| 2018 | The Negotiation                          | Min Tae-gu     | [ 16 ]        |
| 2020 | Bargaining                               |                |               |
| 2022 | Confidential Assignment 2: International | Rim Chul-ryung | [ 35 ]        |
| 2023 | The Point Men                            | Park Dae-sik   | [ 36 ] [ 37 ] |
| 2024 | Harbin                                   | Ahn Jung-geun  | [ 38 ] [ 39 ] |

### Anuncios
| Año  | Título           | Notas               | Ref.   |
| ---- | ---------------- | ------------------- | ------ |
| 2011 | Samsung Smart TV | junto a Kim Sung-oh | [ 40 ] |

## Discografía
Sencillo
- 2010: «Dream in My Heart»

Bandas Sonoras
- 2011: «Can't Have You» de Friend, Our Legend
- 2011: «That Man» de Jardín secreto

## Apoyo a beneficencia
El marzo de 2022 se anunció que junto a Son Ye-jin habían realizado una donación conjunta de 200 millones de won (aproximadamente $162,110), para cubrir los gastos de artículos de ayuda de emergencia y otros artículos que necesiten las víctimas de las áreas afectadas por el incendio forestal que se salió de control en Gangwon y Gyeongsangbuk-do.

## Premios y nominaciones
| Año  | Premiación                                        | Categoría                                            | Papel                                  | Resultado | Ref.          |
| ---- | ------------------------------------------------- | ---------------------------------------------------- | -------------------------------------- | --------- | ------------- |
| 2004 | MBC Entertainment Awards                          | Premio especial, Actor de TV                         | Nonstop 4                              | Ganador   |               |
| 2004 | MBC Drama Awards                                  | Mejor nuevo actor                                    | Ireland                                | Ganador   |               |
| 2005 | 41st Baeksang Arts Awards                         | Mejor nuevo actor (TV)                               | Ireland                                | Nominado  |               |
| 2005 | MBC Drama Awards                                  | Premio a mejor pareja con Kim Sun A                  | Mi adorable Sam Soon                   | Ganador   |               |
| 2005 | MBC Drama Awards                                  | Premio de popularidad                                | Mi adorable Sam Soon                   | Ganador   |               |
| 2005 | MBC Drama Awards                                  | Premio a la Alta Excelencia, Actor                   | Mi adorable Sam Soon                   | Ganador   |               |
| 2006 | 42nd Baeksang Arts Awards                         | Actor más popular (Cine)                             | A Millionaire's First Love             | Ganador   |               |
| 2006 | KBS Drama Awards                                  | Premio a mejor pareja con Sung Yu-ri                 | The Snow Queen                         | Ganador   |               |
| 2006 | KBS Drama Awards                                  | Premio de popularidad                                | The Snow Queen                         | Ganador   |               |
| 2006 | KBS Drama Awards                                  | Premio de internautas                                | The Snow Queen                         | Ganador   |               |
| 2006 | KBS Drama Awards                                  | Premio a la Excelencia, Actor                        | The Snow Queen                         | Nominado  |               |
| 2007 | 43rd Baeksang Arts Awards                         | Mejor actor (TV)                                     | The Snow Queen                         | Nominado  |               |
| 2008 | KBS Drama Awards                                  | Premio de popularidad                                | Worlds Within                          | Nominado  |               |
| 2008 | KBS Drama Awards                                  | Premio de internautas                                | Worlds Within                          | Nominado  |               |
| 2008 | KBS Drama Awards                                  | Premio a la Excelencia, Actor en Miniseries          | Worlds Within                          | Nominado  |               |
| 2009 | MBC Drama Awards                                  | Premio a la Excelencia, Actor                        | Friend, Our Legend                     | Nominado  |               |
| 2010 | SBS Drama Awards                                  | Premio a mejor pareja con Ha Ji-won                  | Jardín secreto                         | Ganador   |               |
| 2010 | SBS Drama Awards                                  | Premio de internautas                                | Jardín secreto                         | Ganador   |               |
| 2010 | SBS Drama Awards                                  | Top 10 de Estrellas                                  | Jardín secreto                         | Ganador   |               |
| 2010 | SBS Drama Awards                                  | Premio a la Alta Excelencia, Actor en Drama Especial | Jardín secreto                         | Ganador   |               |
| 2011 | 47th Baeksang Arts Awards                         | Mejor actor (TV)                                     | Jardín secreto                         | Nominado  |               |
| 2011 | 47th Baeksang Arts Awards                         | Gran Premio (Daesang) por TV                         | Jardín secreto                         | Ganador   |               |
| 2011 | 6th Seoul International Drama Awards              | Mejor actor coreano                                  | Jardín secreto                         | Nominado  |               |
| 2014 | 18th Puchon International Fantastic Film Festival | Elección de productores                              | —                                      | Ganador   |               |
| 2015 | SBS Drama Awards                                  | Premio a la Alta Excelencia, Actor en Drama Especial | Hyde, Jekyll, Me                       | Nominado  |               |
| 2017 | 6th Korea Film Actors Association Awards          | Premio Top Star                                      | Confidential Assignment The Swindlers  | Ganador   | [ 42 ]        |
| 2019 | 55th Baeksang Arts Awards                         | Mejor actor (TV)                                     | Recuerdos de la Alhambra               | Nominado  | [ 43 ]        |
| 2020 | 56th Baeksang Arts Awards                         | TikTok Popularity Award (con Son Ye-jin)             | Aterrizaje de emergencia en tu corazón | Ganador   |               |
| 2020 | 56th Baeksang Arts Awards                         | Mejor Actor                                          | Aterrizaje de emergencia en tu corazón | Nominado  |               |
| 2020 | Korean Popular Culture & Arts Awards              | Presidential Commendation                            | —                                      | Ganador   | [ 44 ] [ 45 ] |
| 2020 | 7th APAN Star Awards                              | Daesang (Grand Prize)                                | Aterrizaje de emergencia en tu corazón | Ganador   | [ 46 ] [ 47 ] |
| 2025 | 61.os Premios Baeksang Arts                       | Mejor actor (cine)                                   | Harbin                                 | Pendiente | [ 48 ] [ 49 ] |